# Аббот, Джеймс
Дже́ймс А́ббот (англ. James Abbott, 12 марта 1807 года — 6 октября 1896 года) — капитан (генерал (?)) английской службы в Индии и путешественник. Совершил путешествие из Герата через Хиву в Россию. Основал город Абботтабад в Пакистане.

## Биография
Начал службу в возрасте 16 лет в составе Бенгальской артиллерии. В 1839 году его отправляют в Хивинское ханство как часть контекста Большая Игра. Его цель состояла в том, чтобы получить приказ выпуска на свободу русских рабов в Хивинском ханстве, чтобы отказать русским в предлоге для вторжения Хиву. В контексте «большой игры» — соперничества между Британской и Российской империями за господство в Центральной Азии (1813—1907) — совершил путешествие с военно-дипломатической миссией в составе английской делегации (Г.Стоддарт, Р. Шекспир, А. Кополли) и Среднеазиатские ханства. В связи с усилением англо-русского соперничества в Азии и «русской опасностью», нависшей над Индией — английской колонией, перед послами стояла задача вовлечь ханства Хивы и Бухары в союз против России. В 1840 году был взят в плен Есет-батыром, но, освободившись с помощью туркмен, нашёл укрытие в русской крепости в Ново-Александровой (ныне — город Форт-Шевченко). Через Оренбург добрался до Петербурга, оттуда вернулся на родину.
Аббот встречался с казахскими баями Шеркешем и Жармухамедом, изучал взаимоотношения казахов и русских, интересовался численностью войск и вооружением. Побывав Таскале (Даш-Кала, Ново-Александрова), Гурьеве (ныне — город Атырау), Уральске н Оренбурге, Аббот собрал материалы о жизни и быте, обычаях и традициях казахов.
Издал «Abbot Narrative of a Journey from Heraut to Khiva, Moscow and St. Petersbourgh» (2 т., 1843), — рассказ, содержащий в себе много новых для того времени географических данных, особенно о русле Амударьи.
После 5 лет в Британии его отправляют в Индию, где он стал одним из молодых советников сикхов, после Первой сикхской войны (1846). Вскоре он становится первым Заместителем окружного комиссариата Хазара (1849—1853).
Как часть условий Соглашения относительно Лахора подписанного после поражения сикхов во время Первой сикхской войны, Хазара и Кашмир должны были быть переданы Радже Гуляб Сингху, однако Хазара после тяжёлого обвинения был возвращён Лахорскому правительству Гулэбом Сингхом в январе 1847, в обмен на Джамму. После того, как Лахорское правительство назначило Сардара Чатэра Сингха назимом Хазара, Британское правительство поручило Абботту наряду с ним как его помощник пытаться восстановить законность и правопорядок в области. Впоследствии, после Второй сикхской войны 1848-49 гг. Пенджаб был формально захвачен Ост-Индской компанией. Абботт был назначен первым заместителем окружного комиссариата Пенджаб. Ставка правительства Аббота в Хазаре находилось в Харипуре, который в конечном счёте решили переместить в холмы по климатическим и стратегическим причинам.

## Сочинения
- Abbott, Sir James: Narrative of a Journey from Heraut to Khiva, Moscow, and St. Petersbourgh, during the Late Russian Invasion of Khiva. With some Account of the Court of Khiva and the Kingdom of Khaurism.— W. M. Allen, London, 1843, First Edition, 2 volumes, 8vo, pp. xx, 401; x, 299p., appendix (ciii); 2nd Edition, London, James Madden, 1856; Adamant Media Corporation, ISBN 1-4021-6048-8.

## Память
В честь него назван пакистанский город Абботтабад
Портрет Джеймса Абботта, одетого как афганский эмир и касающиеся его Центрально-азиатской поездки был нарисован акварелью в 1841 году Б.Болдуином (см. иллюстрацию) теперь в коллекции Национальной портретной галереи(Лондон,Великобритания), хотя она сейчас не демонстрируется.